# S&L危機

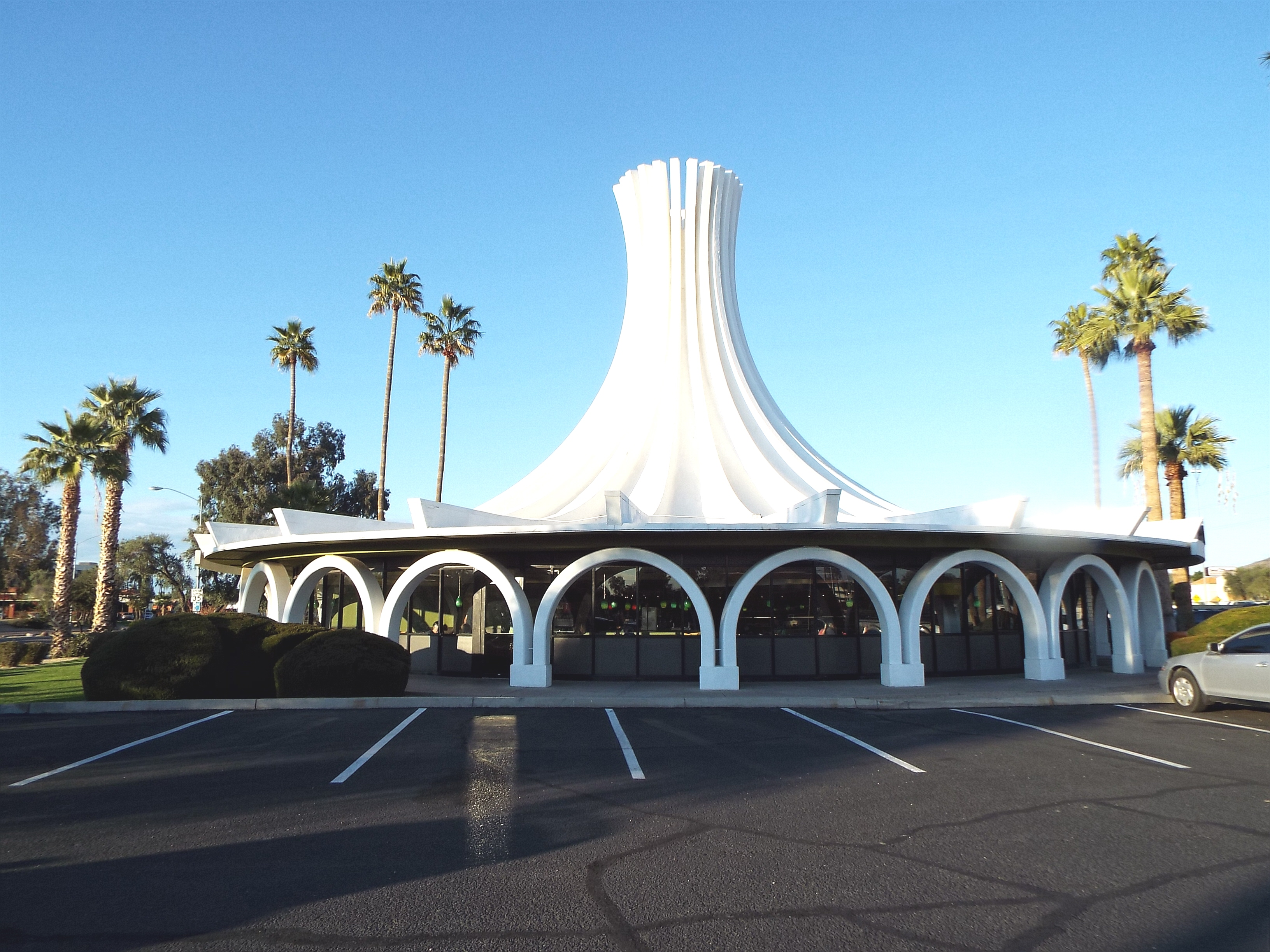
S&L危機で破綻した貯蓄貸付組合（S&L）の一つであるウェスタンS&L（英語版）のフェニックス支店

S&L危機（英: Savings and loan crisis, S&L crisis）は1980年代から90年代にかけて米国で多くの貯蓄貸付組合（S&L）が破綻した金融危機である。
全S&Lの32%（3,234行のうちの1,043行）が経営破綻し、預金保険機関の連邦貯蓄貸付保険公社（英語版）と、後に設置された整理信託公社（RTC）によって1,000行以上が破綻処理され、破綻処理コストは約1,450億ドルに達した。
第二次大戦後、急増する住宅需要に対して低い金利での住宅ローンを提供してきたS&Lは大きな打撃を被り、1980年には45%を占めた住宅ローン市場におけるシェアを1990年には27%にまで減らした。S&L危機がもたらした住宅需要の減退は、1990年に始まる景気後退の一因になったと指摘されている。

## 要因

### 金利上昇
S&L危機の遠因となったのは、1980年代の利上げがもたらした「逆ザヤ」と呼ばれる調達金利（短期金利である預金）が住宅ローン金利（長期金利）を逆転する状態(長短金利の逆転)に陥ったことである。

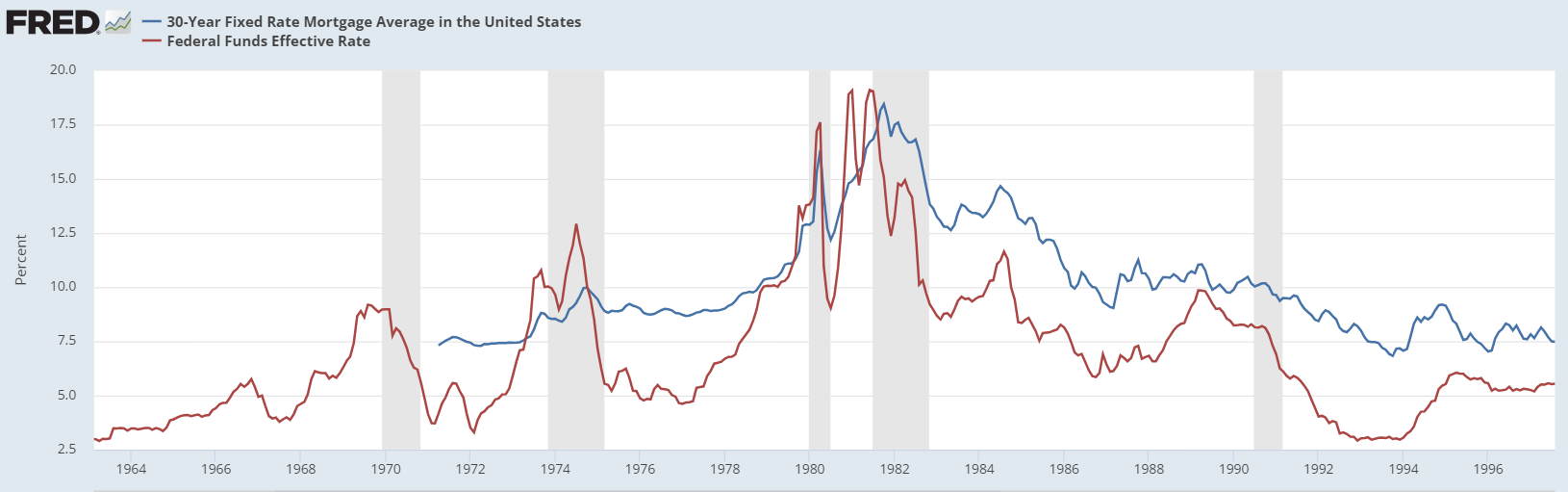
30年固定住宅金利と短期金利の推移。前者と後者の利ザヤで収益を上げてきたS&Lは、それが逆転する逆ザヤ状態に苦しめられた。

S&Lは比較的低い長期固定金利住宅ローンを、さらに低い預金金利で調達した資金を元に提供するという、安定的な金利水準を前提にしたビジネスモデルで運営されてきた。しかし、高進するインフレに対処するため1979年、連邦準備制度理事会議長に就任したポール・ボルカーが行った急激な金利引き上げによって、その前提は崩壊することとなる。
金融機関の資産運用における中核的なリスク管理手法であるALM（Asset Liability Management）では、資産サイドと負債サイドのバランスをとることが求められている。例えば、生命保険などの長期金利商品を扱う金融機関は、調達金利（資産）も超長期国債などの長期金利で調達するようになっている。経済学者のツヴィー・ボディー（英語版）は資産・負債構造のミスマッチがS&L危機の要因であったと指摘している。

### 規制緩和とモラルハザード
S&Lの直接的な要因は、S&L各社によるリスクの高い資産運用と貸付による不良債権拡大である。1980年代までニューディール型福祉政策の一環として住宅金融政策の中核を担ったS&Lは、不動産融資の分野で優遇措置を与えられる代わりに、数々の規制が課されていた。また、すべての金融機関に対して預金金利の上限が定められていた。
しかし、金利上昇によってS&Lを始めとする多くの金融機関が苦境に陥り、連邦政府は規制緩和へと乗り出す。1980年に成立した「預金金融機関規制緩和・通貨管理法（Depository Institutions Deregulation and Monetary Control Act of 1980, DIDMCA）と1981年に成立した「ガーン＝セント・ジャーメイン法（Garn-St. Germain Depository Institutions Act of 1982, DIA）により、S&Lは収益基盤拡充のために業務範囲の拡大が規定された。
S&Lはそれまで扱えなかった個人向けの消費者ローンの貸付や商工業向けの貸付・リース業務が可能になったほか、CP（コマーシャルペーパー）や社債の保有が認められるようになった。一方、規制緩和によって住宅ローンの証券化が可能になったことで、商業銀行やモーゲージ・カンパニーが住宅ローン市場で台頭することとなり、S&Lの収益はさらに圧迫されることとなった。
収益が圧迫されたS&L各社は、ジャンク債などのハイリスク・ハイリターンな金融商品を運用するトレーディングビジネスで収益をあげ、調達金利を上回る運用利回りを目指すようになる。また、貸付業務でも収益性の高い商業用不動産ローンの貸付が拡大する。こうしたリスク愛好的な経営姿勢を助長するものとして、連邦貯蓄貸付保険公社（FSLIC）や連邦預金保険公社（FDIC）が、S&Lの保有する資産のリスクの多寡を問わず、一律の預金保険利率で預金の保護を保証する仕組みがあったことも指摘されている。連邦政府による預金の保護という保証、そしてその安心感は、S&Lをリスク度外視の行動をとらせるというモラル・ハザードの状態に陥らせた。

## 帰結

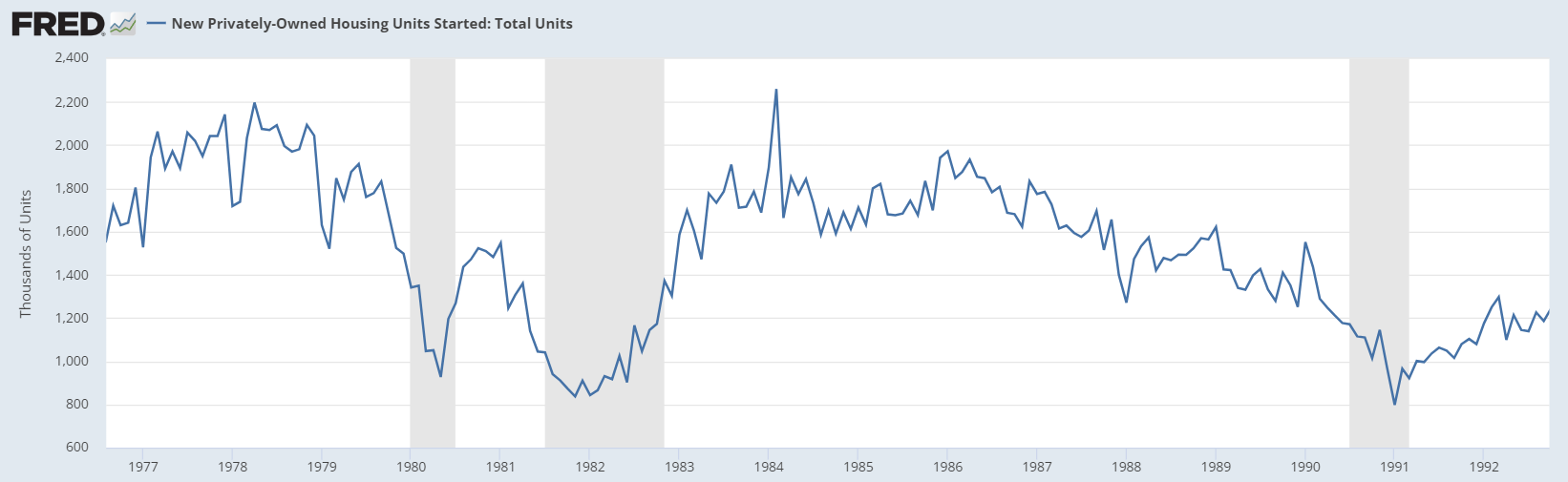
米国の新規住宅着工件数の推移

不良債権を抱えるS&Lは増加し、原油価格下落がもたらした産油地テキサスの商業用不動産価格の下落が決定打となり、S&L危機は表面化する。1989年8月には金融機関改革救済執行法（Financial Institutions Reform, Recovery and Enforcement Act, FIRREA）が成立し、巨額の財政支出を伴う破綻処理がなされるとともに、S&Lの大幅な改革がなされた。
多くのS&Lが破綻したことにより、貸出先を失った住宅市場は冷え込み、1990年の新規住宅着工件数は戦後最低となった。